# German Carlos Greull
German Carlos Greull (* 14. März 1946 in Bogotá, Kolumbien) ist ein Schweizer Theaterschauspieler, -regisseur, Komponist und Musiker. Seit 1953 ist er meist in der Schweiz wohnhaft.

## Leben
Carlos Greull wurde als Kind europäischer Emigranten geboren. Der Vater, Carl Greull, aus der Tschechoslowakei, war Musiker und Musikwissenschaftler, die Mutter, Elsa geb. Isenschmid, Schweizerin, schrieb Erzählungen und Gedichte. Carlos Greull absolvierte in Zürich, Basel und Bern Ausbildungen zum Schauspieler und Musiker. Die wichtigsten Lehrer waren der Schauspieler Ilja Duwan, seinerseits Schüler von Konstantin Stanislawski. Klavier studierte er bei Sava Savoff an der Zürcher Hochschule der Künste ZHdK und bei Jürg Wyttenbach an der Musikakademie Basel. Ein Diplom für Querflöte erwarb er beim Schweizerischen musikpädagogischen Verband.  Beim Dirigenten Pierre Boulez absolvierte er Meisterkurse. Zudem nahm er über längere Zeit Unterricht in klassischem und modernem Gesang. In Liestal gründete er 1970 das Studio für Musik und Theater, wo er thematische Performances produzierte. Gleichzeitig wirkte er an den experimentell orientierten "Montagabenden" am Theater Basel unter Leitung von Erich Holliger mit. Allein oder mit eigenen Ensembles unter verschiedenen Namen (Freie Bühne Bern, Theater die Brücke, Operissima) spielte er auf Bühnen im gesamten deutschen Sprachraum (Zürich, Bern, Basel, Wien, Linz, Innsbruck, Dortmund, Kiel, Stuttgart u. a.). Er trat als Schauspieler, Pianist, Flötist, Sänger und Dirigent auf. Er komponierte zunächst avantgardistische Musik. So entstand u. a. der Klavierzyklus "Zu neuen Sternen" nach dem gleichnamigen Bilderzyklus seines Stiefvaters Hans Zulauf, zu dem die Mutter Texte verfasste. Greull arbeitet seit 2010 auch als Musicalkomponist. Als Autor veröffentlichte er in Zeitschriften ("Gespräche" Bern, "Lazarus" Kiel, "Jahreszeiten" Wien) Aufsätze zu kulturellen Themen. Sein Buch "Kunst und Gemeinschaft" erschien 1987 im Gauke-Verlag. Greull schrieb mehrere Dramen und inszenierte seine eigenen wie auch andere Stücke.
Auf der Bühne verkörperte er Charakterrollen wie den Antonio Salieri von Alexander Sergejewitsch Puschkin, den Claudio in Hugo von Hofmannsthals "Der Tor und der Tod", den Dorfrichter Adam in Heinrich von Kleists "Zerbrochener Krug" und viele andere. Seit 1986 bilden eigene Cabaret-Programme den Schwerpunkt. In Szenen und Liedern bezieht Greull Stellung zu politischen und gesellschaftlichen Fragen. Greull veranstaltete die meisten Produktionen selbst. Auch, aber seltener, spielte er im Engagement an bestehenden Bühnen, so in Zürich, Basel, Wien, Kiel und weiteren Orten. Höhepunkte seines musikalischen Schaffens waren das Orchesterwerk 12plus2 (1995), die Opernsatire Des Teufels Bock (2002) sowie mehrere kammermusikalische Werke.
Er vermied Ton- und Bildaufnahmen, da ihm der direkte Kontakt mit dem Publikum stets wichtigstes Kriterium war. 1966 spielte er für die Schallplatte "Noah" von Paul Burkhard den Klavierpart ein, in den 1990er Jahren nahm er Texte für ein Deutsch-Lehrmittel auf, auf der CD "Musical Miriam" (2011) ist er mit einem Song des Mr. Steel zu hören. Carlos Greull (den ersten Vornamen German benützt er nur noch im Verkehr mit Behörden) lebt seit 2012 in Stein am Rhein.

## Rollen (Auswahl)
- „Antonio Salieri“, Mozart und Salieri, Puschkin
- „Dorfrichter Adam“, Der zerbrochne Krug, Kleist
- „Mr. Steel“, Musical Miriam, Jürg Peter, CD, Label: Catapult, 2011 Musical Miriam
- „Claudio“, Der Tor und der Tod, Hofmannsthal
- „Puschkin“, Troika, Helmut Greiner

## Dramen (Auswahl)
- „Iwan stirbt – stirbt Iwan?“, Christine Greull, German Greull, 1986
- „Der Kreis“, 2001

## Kabarettprogramme
- „Ich kann doch nichts dafür“
- „Typisch!“
- „Schpinnsch?“

## Regiearbeiten (Auswahl)
- „Der Tor und der Tod“, Hofmannsthal
- „Ein Sommernachtstraum“, Shakespeare
- „Romeo und Julia“, Shakespeare
- „Faust 1“, Goethe
- „Carmina Burana“, Orff
- „Bunbury“, Oscar Wilde
- „Der Geizige“, Molière,[1]
- „West Side Story“, Bernstein
- „Die Zauberflöte“, Mozart
- „Hänsel und Gretel“, Humperdinck
- „Ba-ta-clan“, Offenbach

## Konzertante Kompositionen (Auswahl)
- „Concertino 1964“
- „Saxophonie“ für Iwan Roth
- „Metamorphosen für Querflöte“
- „Zu Neuen Sternen“
- „Streichtrio“
- „Trio für Blechbläser“ für  Mischa Greull
- „Quintett für Holzbläser“ für Mischa Greull
- „Sonata Classica für Alphorn und Harfe“ für Matthias Kofmehl
- „Schrei mein Leben“
- „Concerto 12plus1“ für Matthias Kofmehl

## Kompositionen für die Bühne (Auswahl)
- „Des Teufels Bock“, 2002
- „Die Heilung des Blinden“, 2010
- „Petrus“, 2011
- „Maria Magdalena“, 2012
- „Johannes der Täufer“, 2013

## Schriften
- Kunst und Gemeinschaft, Gauke GmbH – Verlag für Sozialökonomie 1987, ISBN 3-87998-304-6
- „Aufsätze zu kulturellen und gesellschaftlichen Themen in div. Zeitschriften“
- „Rezensionen von und über Carlos Greull in den Schaffhauser Nachrichten“